# Genouillé, Charente-Maritime
Genouillé là một xã trong tỉnh Charente-Maritime trong vùng Nouvelle-Aquitaine, tây nam nước Pháp. Xã Genouillé, Charente-Maritime nằm ở khu vực có độ cao từ 0-63 mét trên mực nước biển.